# Захари, Жан Николаевич
Жан (Иван) Николаевич Захари (14 января 1924, Мелитополь — март 2012, там же) — лейтенант ВС СССР, участник Великой Отечественной войны.

## Биография
Родился 14 января 1924 года в семье греческих подданных, переехавших из Королевства Греция в Мелитополь. Отец — Никос Иоаннович Захарис, уроженец острова Патмос, уехал в Российскую империю в 1901 году, где организовал своё дело; в 1927 году репрессирован, отсидел небольшой срок в тюрьме, однако 15 ноября 1931 года скончался после продолжительной болезни. Мать — Панасия Спинос, уроженка посёлка Смирна района Салоник, родилась в семье потомственных врачей; замуж вышла в 1911 году. Помимо него, в семье было ещё семь сестёр. Жан воспитывался в греческой атмосфере и любви к греческой культуре; активный участник хорового и балетного кружков при дворце пионеров.
В 1941 году ушёл на фронт Великой Отечественной войны, окончив 9 классов школы: призван Мелитопольским ГВК Запорожской области. Служил изначально в инженерно-сапёрном полку, участвовал в обороне Украины, Кубани и Северного Кавказа. Присягу принял в начале октября 1941 года в Харцызске после месячного обучения саперно-минерному делу, боевое крещение принял под Дебальцевым. Член ВКП(б) с 1942 года. Дважды был ранен, в том числе в декабре 1942 года на Северном Кавказе. После лечения в госпитале продолжил службу. Войну закончил в Берлине как сержант 687-го отдельного Седлецкого батальона связи и начальник радиостанции. Всего участвовал в боях на Закавказском, Брянском, Южном и 1-м Белорусском фронтах. Участник освобождения Кавказа и Украины, боёв за Польшу (освобождал Варшаву) и Германию (участник штурма Берлина). Оставил на Рейхстаге надпись «От Мелитополя до Берлина. Жан Захари». Признан инвалидом ВОВ II группы.
В 1948 году вернулся в город, где окончил школу рабочей молодёжи (электрик). По иронии судьбы, до 1953 года не имел советского гражданства: только после проверки со стороны МГБ СССР Жан Захари получил паспорт на имя Ивана Захари. Работал в городском промкомбинате сначала мастером, потом начальником цеха. В 1952 году поступил в Мелитопольский институт механизации сельского хозяйства на заочное отделение; окончил его в 1958 году, за год до этого стал главным инженером предприятия. В 1962—1974 годах — директор мелитопольского завода «Бытмаш», выпускавшего стиральные машины и пылесосы. С 1974 года — заместитель директора крупнейшего в СССР завода тракторных гидроагрегатов. На пенсии с 1984 года, до 2001 года работал мастером. Четырежды избирался депутатом Мелитопольского горсовета. Член оргкомитета по созданию Мелитопольского городского общества греков. В 2001—2012 годах (до своей кончины) — глава Совета ветеранов Великой Отечественной войны и труда. Скончался в марте 2012 года; в память о нём 14 января 2014 года на стене дома Ивана Захари была открыта мемориальная доска.
В 1947 году женился на Валентине Александровне, с которой познакомился в Магдебурге: она работала почти 40 лет на Мелитопольском моторном заводе. Дочери: Людмила и Ирина. Внуки и внучки: Игорь, Роман и Дарья. Правнуки и правнучки: Мария, Алексей, Илья, Никита, Евгений и Никос.

## Награды
Отмечен наградами (в том числе 22 юбилейными медалями):
- орден Красной Звезды (8 мая 1945)[5][1] — согласно представлению к награде, во время прорыва обороны противника на Зееловских высотах и уличных боях в Берлине сержант Захари обеспечивал своей радиостанцией безотказную связь и способствовал Командованию в управлении боем[4].
- орден Отечественной войны I[3] и II степеней (1985)[1][4]
- орден Трудового Красного Знамени (по итогам XI-й пятилетки)[2]
- медаль «За отвагу»[1][4]
- медаль «За оборону Кавказа»[4]
- медаль «За победу над Германией в Великой Отечественной войне 1941—1945 гг.»[4]
- почётный гражданин Мелитополя (2006)[1]
- орден «За мужество» II степени[3]